# 실비아 페레스 크루스
실비아 페레스 크루스(Sílvia Pérez Cruz, 1983년 2월 15일 ~ )는 스페인의 싱어송라이터이다.